# Musomiszta
Musomiszta (bułg. Мусомища) – wieś w Bułgarii, w obwodzie Błagoewgrad, w gminie Goce Dełczew. Według danych szacunkowych Ujednoliconego Systemu Ewidencji Ludności oraz Usług Administracyjnych dla Ludności 15 września 2015 roku wieś liczyła 2 218 mieszkańców.